# 湯浅吉郎

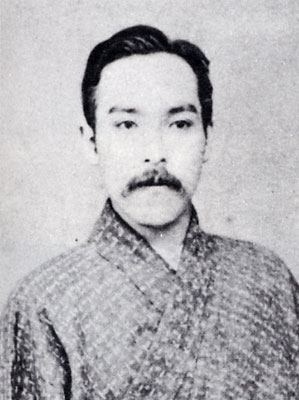
湯浅吉郎

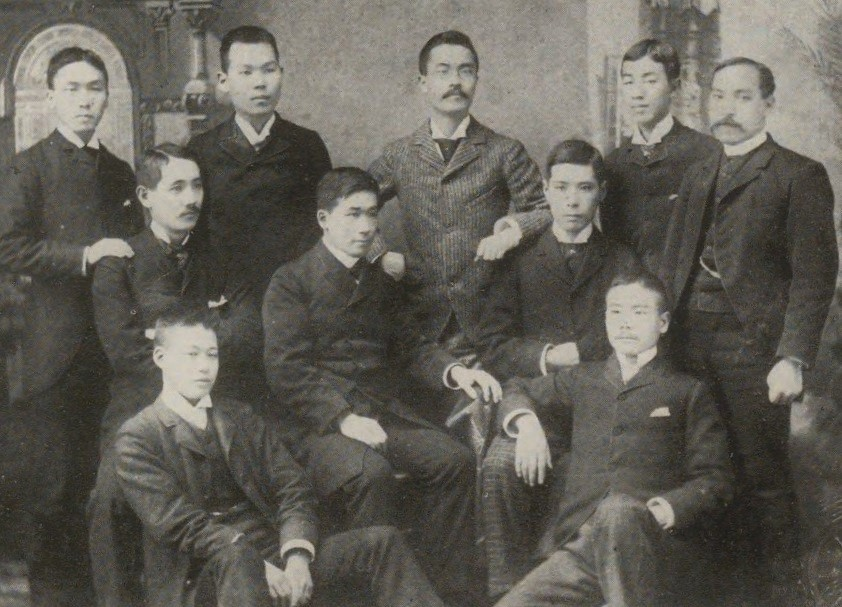
1889年の湯浅(右端)。イェール大の学友と

湯浅 吉郎（ゆあさ きちろう、安政5年2月16日（1858年3月30日） - 昭和18年（1943年）2月4日）は、明治から昭和戦中期にかけての聖書学者・図書館学者・詩人。雅号の半月（はんげつ）でも知られている。兄は衆議院議員を務めた湯浅治郎。同志社大学、国際基督教大学の総長を務めた湯浅八郎は甥（治郎の子）に当たる。

## 生涯
上野国碓氷郡安中宿（現在の群馬県安中市）にて、味噌醤油醸造業者・有田屋を経営する湯浅治郎吉・茂世の4子として生まれる。明治5年（1872年）、家業を継いだ兄・治郎が作った私立図書館「便覧舎」の設置を手伝い、後に同郷の新島襄の影響を受けて兄とともにキリスト教の洗礼を受けた。明治10年（1877年）に新島が京都に創設した同志社普通科に入学し、8年後に同校神学科を卒業する。その後、アメリカに留学してオーバリン大学・イェール大学で旧約聖書および古典ヘブライ語について学び、Ph.D.の学位を得た。
明治24年（1891年）に帰国後、同志社で旧約聖書について講義し、明治34年（1901年）には京都帝国大学法科大学講師兼平安教会牧師となった。その後、明治35年（1902年）にアメリカに再留学して図書館学について研究する。明治37年（1904年）に京都府立図書館館長に就任して、新村出（京都帝大図書館館長）・今井貫一（大阪府立図書館館長）らとともに、整備途上であった日本の図書館制度の整備充実にも尽くした。また、散逸の怖れがあった古文書などの蒐集や浅井忠の「二十日会」の支援事業など、図書館を中心とした文化事業の振興にもあたった。しかし、大正デモクラシーに伴う読書への関心の高まりの中で、民衆が希望する図書購入が行われていない、多くの公立図書館が廃止しつつある閲覧料を徴収している、一般民衆への館外貸出を禁じているとの批判が府議会や新聞から出され、大正5年（1916年）5月3日に辞任に追い込まれることになる。
また、旧約聖書の日本語訳や平曲琵琶演奏の普及、詩集『十二の石塚』（1885年10月10日刊、自家版）、評論『書画贋物語』の刊行など様々な活動において業績を残した。

## エピソード
- 湯浅は温厚で人と争うことはなかったが、皮肉屋の側面もあった。名古屋で開かれたある展覧会を見に行ったものの、満足できる作品がなく、後日「二十日会」の会合でそのまま報告した。たまたま会員にその展覧会に出品していた人物がおり、そこで自分の絵が売れたと反論すると、湯浅は「そこが名古屋式で皆目絵が分からんのだ」と言い返し、会場は大いに受けたという。
- 熱心なクリスチャンであったが、その一方で祇園の芸者などには「粋」な男性として人気があった。湯浅の図書館長としての行動を批判していた『大阪朝日新聞』は、湯浅の辞任翌日の京都附録（地方版）で、「半月君は京都の名物男であったが惜しい事をした、泣くものは祇園あたりにもあるやなしや……」と皮肉交じりの解説を残している。